# Duli-gey
Pour les articles homonymes, voir Duli.
Le duli-gey (ou dui, duli, gewe, gey, gueve) est une langue de l'Adamaoua qui était parlée au Cameroun dans la Région du Nord, le département de la Bénoué, près de la ville de Pitoa.
Le nombre de locuteurs était de 1 900 en 1982. C'est une langue considéré comme dormante (statut 9) : il n'y a plus de locuteurs connus au titre de première langue (L1).
Le linguiste britannique Robert Blench rattache le duli et le gey au duru.